# جولی دیویس
جولی دیویس (انگلیسی: Julie Davis؛ زادهٔ ۱۹۶۹ (۵۵–۵۶ سال)) یک هنرپیشه، کارگردان، تهیه‌کننده، و تدوین‌گر اهل ایالات متحده آمریکا است.